# 岩里祐穂
岩里 祐穂（いわさと ゆうほ）は、日本の作詞家・エッセイスト。新潟県新潟市出身。新潟県立新潟中央高等学校、中央大学文学部史学科国史学専攻卒業。シンガーソングライター活動を経て、1983年に作家デビュー。上田知華、布袋寅泰、菅野よう子との楽曲を多数発表している。代表作として、今井美樹の「瞳がほほえむから」「PIECE OF MY WISH」「Miss You」、中山美穂の「幸せになるために」があり、ポップスを始め、アニメやCM曲、ミュージカルにおいてアーティストに作品を提供している。また中川勝彦に作品を提供しているが、没後にデビューした娘の中川翔子にも作品を提供しており、中川家父娘二代に渡って作品を提供していて中川家とは縁が深い。また惜しくも他界した中山美穂にも作品を提供するが、妹中山忍にも作品を提供していて中山姉妹に作品を提供していて中山家とも縁がある。

## 来歴
1980年
「いわさきゆうこ」名義でシンガーソングライターとして活動開始。シンガーソングライターとしては、アルバム1作・シングル3作を発売し、ヤマザキパンのCMソングも手がけた。
1983年
「岩里祐穂」名義で堀ちえみに提供した「さよならの物語」で作詞・作曲家デビュー。作曲家三浦一年と組んだ「岩里未央（いわさと みお）」はユニットペンネームで、共作活動も展開した。
1985年
早見優に提供した「CLASH」が「岩里未央」として最後の作品となる。以降は二人の名前併記となり、後に共作はしなくなる。
1988年
今井美樹との出会いにより、作詞に専念する。作曲を数多く手がける上田知華や布袋寅泰と今井作品を制作した。
1989年
今井美樹に提供した「瞳がほほえむから」がオリコン週間チャートに50週連続ランキングするロングセールスを記録。
1991年
今井美樹に提供した「PIECE OF MY WISH」がオリコン週間チャート1位を獲得。
1993年
中山美穂に提供したシングル「幸せになるために」が、オリコン週間チャート4位を記録。
1994年
今井美樹に提供した「Miss You」がオリコン週間チャート1位を獲得。
1996年
坂本真綾のデビュー・プロジェクトに参加。デビュー・シングル「約束はいらない」は、坂本が主人公の声優を務めるテレビ東京系のアニメ『天空のエスカフローネ』のオープニングテーマに使用された。本作の音楽プロデュースを務めた菅野よう子とは、この後も共作した楽曲を多数発表することとなる。作詞家としての活動のほか、小説『恋の記憶』やエッセイを発表する。
2003年
坂本真綾に提供したシングル「tune the rainbow」が、映画『ラーゼフォン 多元変奏曲』主題歌に使用される。
2005年
AKINO from bless4のソロデビューシングル「創聖のアクエリオン」を制作。同歌手を菅野よう子と共にプロデュースする。
2007年
ハロー!プロジェクトの音楽ユニット、Buono!にデビュー曲「ホントのじぶん」を提供。アニメ「しゅごキャラ!」エンディングテーマに使用された。
2008年
AKINO from bless4に提供した1stシングル「創聖のアクエリオン」でJASRAC銀賞を受賞。
2009年
新垣結衣のシングル「うつし絵」を提供する。
2008年 - 2010年
第3,4,5回の安吾賞選考委員を務める。
2012年
ももいろクローバーZに9thシングル「サラバ、愛しき悲しみたちよ」を提供。オリコン週間チャート2位を記録。
2013年
中川翔子のシングル「さかさま世界」がニンテンドー3DS『パズドラZ』主題歌に使用。
2014年
Sexy Zoneに提供した「君にHITOMEBORE」がオリコン週間チャート1位を獲得。
中川翔子と共作した「ドリドリ」が『ポケットモンスターXY』のエンディングテーマに使用。
2015年
ももいろクローバーZ VS KISSのコラボシングル「夢の浮世に咲いてみな」にて、日本語詞を担当。オリコン週間チャート2位を獲得。
Sexy Zone「Cha-Cha-Cha チャンピオン」がオリコン週間チャート1位を獲得。
2016年
作詞生活35周年を記念した2枚組33曲収録のコンピレーション・アルバム『Ms.リリシスト』を発売。シンガーソングライター時代の、いわさきゆうこ名義でアルバム『マジカル・リキュール』をキングレコードより再発&初CD化。＜岩里祐穂 presents「Ms.リリシスト～トークセッション」＞と題し、自身主催のトークライブを開催。第1回ゲストに元チャットモンチーの高橋久美子、第2回ゲストに松井五郎を迎えた。
2017年
今井美樹「青い空と赤い花」がカネボウ・エヴィータCFソングに使用される。
＜岩里祐穂 presents「Ms.リリシスト～トークセッション」＞を前年に続き開催。第3回ゲストにヒャダイン、第4回ゲストに森雪之丞を迎えた。
2018年
坂本真綾をゲストに、第5回＜岩里祐穂 presents「Ms.リリシスト～トークセッション」＞を開催。5回にわたるトークライブをまとめた対談集「作詞のことば〜作詞家どうし、話してみたら」を出版。
2019年
西川貴教「UNBROKEN feat.布袋寅泰」が『映画刀剣乱舞』の主題歌に使用される。
AKINO from bless4に提供した1stシングル「創聖のアクエリオン」が平成アニソン大賞の作詞賞（2000年 - 2009年）に選出。
2020年
ワルキューレの4thシングル「未来はオンナのためにある」がオリコン週間チャート1位を獲得。ワルキューレ初、38年に及ぶアニメ「マクロスシリーズ」史上初の首位獲得となった。

## 作詞提供した主な作品

### あ行
- 相田翔子
  - 「夜明けの雨はピアニッシモ」
- 赤坂小町
  - 「ひと夏のスキャンダル」
- AKINO from bless4
  - 「創聖のアクエリオン」（テレビ東京『創聖のアクエリオン』前期OP主題歌）
  - 「Go Tight!」
  - 「プライド～嘆きの旅」
  - 「荒野のヒース」
  - 「ニケ15歳」
  - 「Genesis of Aquarion」
  - 「Chance To Shine」
  - 「素足」（OVA『創星のアクエリオン -裏切りの翼-』EDテーマ）
  - 「パラドキシカルZOO」（テレビ東京『アクエリオンEVOL』後期OPテーマ）
  - 「ZERO ゼロ」
  - 「Genesis of LOVE〜愛の起源」
  - 「愛と絶望のイデア」
  - 「月のもう半分」
- 浅香唯
  - 「GOAL」
  - 「CRY ON」
- 新井薫子
  - 「OH!新鮮娘」
- 新垣結衣
  - 「うつし絵」（日本テレビ『アイシテル～海容』挿入歌）
  - 「巣箱」
  - 「ハチミツ」（赤坂sacasイメージソング）
  - 「あいたい」
- alan
  - 「空唄」
  - 「風の手紙」
  - 「Liberty」（フジテレビ『非婚同盟』主題歌）
- 杏里
  - 「MORNING HIGHWAY」
- アン・ルイス
  - 「愛してるよ」
  - 「裸の月～NAKED MOON」
  - 「FEED BACK」
  - 「夜に傷ついて」
  - 「愛してくれる女を愛せ」

- 五十嵐浩晃
  - 「夏が終わるまえに」
  - 「草の駅」
  - 「プロポーズ」
- 石田ひかり
  - 「星のフェアリー」
- 伊藤つかさ
  - 「お願い！スピルバーグ」
- 伊藤蘭
  - 「You do you」
  - 「今」
- 今井美樹
  - 「黄色いTV」
  - 「9月半島」
  - 「地上に降りるまでの夜」
  - 「瞳がほほえむから」（日本テレビ『水曜グランドロマン』EDテーマ）
  - 「雨にキッスの花束を」（読売テレビ（日本テレビ系）『YAWARA!』OPテーマ）
  - 「半袖」
  - 「新しい街で」
  - 「Sol y Sombra〜ソル イ ソンブラ」
  - 「笑顔」
  - 「あこがれのままで」
  - 「PIECE OF MY WISH」（TBS『あしたがあるから』主題歌）
  - 「雪の週末」
  - 「The Days I Spent With You」
  - 「Blue Moon Blue」（フジテレビ『パ・テ・オ』主題歌）
  - 「Bluebird」（TBS『世界ふしぎ発見』EDテーマ）
  - 「海辺にて」
  - 「A PLACE IN THE SUN」
  - 「Miss You」（日本テレビ『禁断の果実』主題歌）
  - 「Pray」
  - 「after all」
  - 「Ruby」（NHK『ポップジャム』EDテーマ）
  - 「初恋のように」
  - 「飽きたら言って」
  - 「泳ぐ」
  - 「もっともっともっと」（朝日生命CFソング）
  - 「冬のマーケット」
  - 「SATELLITE HOUR」
  - 「横顔からI LOVE YOU」
  - 「プラスα」
  - 「素敵なうわさ」
  - 「彼はもう来ないでしょう」
  - 「友だち」
  - 「SMILING GIRLS」（TBS『世界ふしぎ発見』EDテーマ）
  - 「feeling called love」
  - 「4月になれば」
  - 「愛はメリーゴーランド」
  - 「夏空」
  - 「OVAL」
  - 「FLASH BACK」
  - 「Dragonfly」
  - 「汐風」
  - 「PEARL」
  - 「フレンズ」
  - 「A Day In The Life」
  - 「シナモン」
  - 「私の好きなもの」
  - 「ただいま」
  - 「空中庭園」
  - 「SHOWER」
  - 「月光」
  - 「FOREST」
  - 「PRISM」
  - 「おもいでに捧ぐ」
  - 「Rose」（共作）
  - 「記憶のような、空想のような」
  - 「Pandora」（共作）
  - 「Travellin’ Woman」
  - 「愛の詩」（TBS『女系家族』主題歌）
  - 「Luna」
  - 「薄紅模様」
  - 「再会」
  - 「陽のあたる場所から」（大同生命CMソング/BS-TBS報道サンデースコープED）
  - 「beautiful life」
  - 「オン・ザ・プラネット」
  - 「ひまわり」
  - 「窓辺」
  - 「Roundabout」
  - 「Lullaby Song〜一日の終わりに〜」
  - 「青い空と赤い花」（カネボウ化粧品EVITA CFソング）
  - 「Greatest Moments」
- イヤホンズ
  - 「ヨロコビノウタ」
  - 「だから大丈夫」
- Wink
  - 「あなたがドアを開ける夜」
- 上戸彩
  - 「MESSAGE」（ニベア花王「8×4」CMソング）
- 上野優華
  - 「空」
  - 「冬色シルエット」（富士見パノラマリゾート・イメージソング）
  - 「はじまりのうた」
  - 「見えない花」
  - 「翼をもって生まれた者たち」
- 植村花菜
  - 「猪名川」
  - 「マスカラ」
  - 「サンシャイン・ストーリー」
- AIRMAIL from NAGASAKI
  - 「もう一度・愛LAND」
- edda
  - 「無伴奏」（テレビアニメ『魔法使いの嫁 SEASON2』エンディングテーマ[5]）
- ELISA
  - 「Invisible Message」（劇場版『ハヤテのごとく！HEAVEN IS PLACE ON EARTH』挿入歌）
  - 「Waterland」
- 大橋のぞみ
  - 「COME COME EVERYBODY」
- OPD
  - 「泣きたいッ」
- 太田貴子
  - 「BIN・KANルージュ」（日本テレビ『魔法の天使クリィミーマミ』挿入歌）
  - 「もう天使じゃない」
  - 「モータープールでくちづけを」
  - 「WANT」
  - 「Foolish Boy」
  - 「After Hours」
- OCHA NORMA
  - 「Go Your Way」

### か行
- 柿原朱美
  - 「愛は見えないけれど」
  - 「I'll Be With You」
- 葛城ユキ
  - 「I WILL KNOW」
  - 「2001年の孤独」
- 加藤いづみ
  - 「7thヘブン」
- 金子美香
  - 「ペントハウスの僕たち」
  - 「私の敵」
- 上白石萌音
  - 「The Voice of Hope」
- 唐沢美帆
  - 「ライブ」（TBS『世界ふしぎ発見』EDテーマ）
  - 「無人の島」
- 北原佐和子
  - 「さむい夏」「ガラスの世代」
- 楠瀬誠志郎
  - 「僕の声が聞こえるかい？」
  - 「素敵なはじまり」
- 工藤夕貴
  - 「しあわせカーニバル」（フジテレビ『愛少女ポリアンナ物語』OPテーマ）
  - 「愛になりたい」（フジテレビ『愛少女ポリアンナ物語』EDテーマ）
- 久宝留理子
  - 「真夏のバッタ」
  - 「起きなくちゃ行かなくちゃ」
- 小泉今日子
  - 「ユメ科ウツツ科」
- COALTAR OF THE DEEPERS
  - 「DEAR FUTURE」（TBS『輪るピングドラム』EDテーマ）
- 郷ひろみ
  - 「Good Times Bad Times」
- 小堺一機
  - 「すべては愛のために」
  - 「ジャケットの鼓動」

### さ行
- 酒井法子
  - 「FLOWERS」
  - 「I WILL FOLLOW YOU…」
- 坂上香織
  - 「一人ぼっちになりたくて」
- 榊原郁恵
  - 「恋人たち」
- 坂本真綾
  - 「約束はいらない」（テレビ東京『天空のエスカフローネ』OPテーマ）
  - 「ともだち」（テレビ東京『天空のエスカフローネ』挿入歌）
  - 「ボクらの歴史」（TBSラジオドラマ『CLAMP学園探偵団』テーマソング）
  - 「Feel Myself」（坂本真綾と共同）
  - 「I and I」
  - 「グレープフルーツ」
  - 「ポケットを空にして」（テレビ東京『天空のエスカフローネ』イメージソング）
  - 「青い瞳」
  - 「MY BEST FRIEND」（日本語原詞）
  - 「風が吹く日」
  - 「Gift」（テレビ東京『CLAMP学園探偵団』EDテーマ）
  - 「君に会いに行こう」
  - 「奇跡の海」（テレビ東京『ロードス島戦記-英雄騎士伝-』OPテーマ）
  - 「Active Heart」
  - 「走る」
  - 「月曜の朝」
  - 「ユッカ」
  - 「孤独」
  - 「DIVE」
  - 「プラチナ」（NHK-BS『カードキャプターさくら』OPテーマ）
  - 「光の中へ」（テレビ東京『天空のエスカフローネ』イメージソング）
  - 「Light of love」（WOWOWアニメ『ブレンパワード』イメージソング）
  - 「指輪」（映画『エスカフローネ』主題歌）
  - 「空気と星」（テレビ東京『地球少女アルジュナ』第四章EDテーマ）
  - 「木登りと赤いスカート」
  - 「Rule〜色褪せない日々」
  - 「ヘミソフィア」（フジテレビ『ラーゼフォン』OPテーマ）
  - 「音楽」
  - 「cloud9」（アニメ『WOLF'S RAIN』挿入歌）
  - 「tune the rainbow」（映画『ラーゼフォン多元変奏曲』主題歌）
  - 「バイク」（テレビ東京『地球少女アルジュナ』第十章EDテーマ）
  - 「スクラップ〜別れの詩」
  - 「真昼が雪」
  - 「夜」
  - 「パプリカ」
  - 「ユニゾン」
  - 「モアザンワーズ」（映画『コードギアス　亡国のアキト』主題歌）
  - 「猫背」
  - 「幸せについて私が知っている5つの方法」（TBS『幸腹グラフィティ』OPテーマ）
  - 「アルコ」（『コードギアス亡国のアキト第4章～憎しみの記憶から～』主題歌）
  - 「ロードムービー」
  - 「ディーゼル」
  - 「でも」（原昌和（the band apart）とのデュエット）
  - 「un_mute」（TOKYO MXアニメ『REVENGER』EDテーマ）
  - 「体温」
  - 「Drops」（AT-Xアニメ『ある魔女が死ぬまで』OPテーマ）
- 崎谷健次郎
  - 「抱きしめたい」
- 佐咲紗花
  - 「Break your world」
- 佐藤聖子
  - 「Our Song」（フジテレビ『金曜エンタテイメント』テーマ）
- さんみゅ～
  - 「木漏れ日とオレンジ」
  - 「初戀」
  - 「雨のバースデイ」
- 下川みくに
  - 「モノズキ」
- 下地紫野
  - 「God Save The Girls」（TOKYO MX『ステラのまほう』OPテーマ）
  - 「そんなの僕じゃない。」（TOKYO MX『すのはら荘の管理人さん』EDテーマ）
  - 「Dear Time」
  - 「いつか」
- JUNNA
  - 「あばよイエスタデイ」
  - 「Sky」(『魔法使いの嫁 学院篇』コミックスPV挿入歌)
  - 「狂ったカンヴァス」
  - 「火遊び」
  - 「Here」(TVアニメ『魔法使いの嫁』OPテーマ)
- 白鳥英美子
  - 「もう一度」（テレビ東京『女と愛のミステリー』テーマ）
  - 「夏の手紙」
  - 「予感」
  - 「星のまたたく夜に」
  - 「未来という名の船に乗って」
- 鈴木愛理
  - 「未完成ガール」
  - 「Candy Box」
  - 「Easy To Smile」
- 鈴木このみ
  - 「THERE IS A REASON」（『劇場アニメノーゲーム・ノーライフ ゼロ』主題歌）
- 鈴木みのり
  - 「ミュージカル」（テレビアニメ『シュガーアップル・フェアリーテイル』オープニングテーマ[6]）
- 須藤薫
  - 「特別な一日」
  - 「LOVERS IN SNOW」
  - 「夜のオアシス」
- セイント・フォー
  - 「恋気 DE ナマイ気」
- ZERO
  - 「月の輝く夜に」
- SOUL TIGER
  - 「scream」
- 空色林檎
  - 「ヨロシク!HARD LADY」（映画「ビー・バップ・ハイスクール」挿入歌）

### た行
- 高垣彩陽
  - 「月のなみだ」（PSPソフト「十三支演義〜〜偃月三国伝〜」OPテーマ）
  - 「それでも夢が続くなら」（PSPソフト『十三支演義～～偃月三国伝2～』EDテーマ）
- 鷹橋敏輝
  - 「Tell Me」（テレビ東京『開運!なんでも鑑定団』EDテーマ）
- 高村亜留
  - 「恋は最高（I’M IN LOVE）」
- 立花理佐
  - 「月曜日に雨は降らない」
  - 「DO YOU LIKE ナマイ気?」
- 田中理恵
  - 「POSTER」
  - 「24 wishes」
- 谷口雅洋
  - 「HEART BREAK TOWN」（映画「ビー・バップ・ハイスクール」挿入歌）
- 田原俊彦
  - 「愛は愛で愛だ」
  - 「ラストタンゴ イン TOKYO」
  - 「HA-HA-HAPPY」
- 田村英里子
  - 「まぼろしの愛でも」（映画『首領を殺った男』挿入歌）
  - 「すてきな雨」
- CHICA BOOM
  - 「春夏秋冬・朝昼夜」（TBS『カミさんの悪口』主題歌）
  - 「タブー」
- 千葉美加
  - 「PONYTAIL SOLDIER」
  - 「5月の街で」
  - 「おかしなガールフレンド」
  - 「あのレコードを探せ!」
- つちやかおり
  - 「つくりわらい」
- 傳田真央
  - 「Bitter Sweet」
  - 「泣きたくなるけど」
  - 「My Style」
  - 「Love For Sale」（共作）
- Teddy Loid
  - 「Red Doors feat.米良美一」（TVアニメ『18if』主題歌）
  - 「白鳥は眠る feat.米良美一」（TVアニメ『18if』第12話EDテーマ）
  - 「Grenade feat. 佐々木彩夏 from ももいろクローバーZ」
- 東山奈央
  - 「SLOW MOTION」[7]
- 徳丸純子
  - 「風もとまる十月」
  - 「2ページ目のエチュード」

### な行
- 中川勝彦
  - 「TVの恋人」
  - 「僕たちのマンネリズム」
  - 「週末物語」
  - 「水の中のクリスマス」
  - 「なぎさホテル」
  - 「DRIVE」
  - 「Skinny」
- 中川翔子
  - 「ホリゾント」
  - 「続 混沌」（プラウザゲーム『千年勇者〜時渡りのトモシビト〜』イメージソング
  - 「Once Upon a Time -キボウノウタ-」（NHK BSプレミアム『ワンス・アポン・ア・タイム』日本版EDテーマ）
  - 「さかさま世界」（ニンテンドー3DS『パズドラZ』主題歌）
  - 「Miracle a Go! Go!」
  - 「9lives」
  - 「未知の記憶」
  - 「オアシス～There's a Place」
  - 「ドリドリ」（TVアニメ『ポケットモンスターXY』EDテーマ）
  - 「LUCKY DIP」（『クイズRPG 魔法使いと黒猫のウィズ』CMソング）
  - 「十六夜の月に舞え」（PS Vita/PSP用『討鬼伝2』テーマソング）
  - 「フレフレ」（TVアニメ『ハクション大魔王2020』EDテーマ）
- 中島愛
  - 「ジェリーフィッシュの告白」（NHKアニメ『こばと。』EDテーマ）
  - 「マーブル」（『輪廻のラグランジェseason2』OPテーマ）
  - 「残像のアヴァロン」
  - 「悲しみと共に」（TVアニメ『重神機パンドーラ』挿入歌）
- 中森明菜
  - 「雨が降ってた…」
- 中村あゆみ
  - 「Crazy-Clubの夜は更けて」
  - 「夜明けのタップダンス」
  - 「ミス・ユーモア抱きしめて」
  - 「朝が来るまでRock'n Roll」
- 中山美穂
  - 「幸せになるために」（NHK連続テレビ小説『ええにょぼ』主題歌）
  - 「Sail In Your Arms」
  - 「Heaven Knows」
  - 「U」
  - 「HEARTBREAK」
  - 「あ・そ・び」
  - 「LAST DRIVE」
  - 「ときめき」
  - 「あいつ」
- 夏川りみ
  - 「時」
  - 「夏河〜シアホー」
- ナナムジカ
  - 「BLUE FOREST」
- 新妻聖子
  - 「愛をとめないで〜Always Loving You〜」（NHK土曜時代劇『陽炎の辻〜居眠り磐音 江戸双紙〜』主題歌）
- 西田ひかる
  - 「約束」
  - 「Love is Changing」（フジテレビ系アニメ『烈火の炎』EDテーマ）
- Negicco
  - 「RELISH」
  - 「そして物語は行く」
- Nao☆
  - 「ハッピーエンドをちょうだい」

### は行
- パク・ボゴム
  - 「Fall Into My Arms」
  - 「Brilliant Days」
  - 「君のそばに」
- 花澤香菜
  - 「25 Hours a Day」
  - 「Good Conversation」
  - 「Make a Difference」
  - 「Merry Go Round」
  - 「Summer Sunset」
  - 「Young Oh! Oh!」（共作）
  - 「ダエンケイ」
  - 「マラソン」（共作）
  - 「曖昧な世界」
  - 「真夜中の秘密会議」（共作）
  - 「花びら」
  - 「恋する惑星」
  - 「スパニッシュ･アパートメント」
  - 「ほほ笑みモード」
  - 「MOMENT」
  - 「Timeless」
  - 「I ♡ NEW DAY!」
  - 「Trace」
  - 「Nobody Knows」
  - 「Dream A Dream」
  - 「運命の女神」
  - 「Blessing Bell」
  - 「君がいなくちゃだめなんだ」（映画『君がいなくちゃだめなんだ』主題歌）
  - 「雲に歌えば」
  - 「スウィンギング･ガール」
  - 「Seasons always change」
  - 「Opportunity」
  - 「FLOWER MARKET」
  - 「Blue Water」
  - 「クラッシュシンバル」
  - 「IN LOVE AND IN TROUBLE」
- 原田ひとみ
  - Once（TVアニメ『いつか天魔の黒ウサギ』OPテーマ）
  - 求愛リアル（TVアニメ『いつか天魔の黒ウサギ』イメージソング）
  - 疾走論（TVアニメ『閃乱カグラ』EDテーマ）
- 伴都美子
  - 「Before Sunset」
- ピンク・レディー
  - 「アフリカに行きたい」
- Buono!
  - 「ホントのじぶん」(テレビ東京系アニメ『しゅごキャラ!』ED主題歌)
  - 「恋愛♥ライダー」(テレビ東京系アニメ『しゅごキャラ!』ED主題歌)
  - 「泣き虫少年」
  - 「バケツの水」
  - 「ガラクタノユメ」
  - 「ロックの神様」
  - 「君がいれば」
  - 「Kiss!Kiss!Kiss!」（テレビ東京系アニメ『しゅごキャラ!』ED主題歌）
  - 「みんなだいすき」（テレビ東京系アニメ『しゅごキャラ!』OPテーマ）
  - 「ガチンコでいこう!」（テレビ東京系アニメ『しゅごキャラ!』ED主題歌）
  - 「ロッタラ ロッタラ」（テレビ東京系アニメ『しゅごキャラ!』ED主題歌）
  - 「マイラブ」
  - 「キラキラ」
  - 「I NEED YOU」
  - 「You’re My Friend」
  - 「OVER THE RAINBOW」
  - 「ゴール」（共作）
  - 「MIRACLE HAPPY LOVE SONG」
  - 「Independent Girl〜独立女子であるために」
  - 「うらはら」
  - 「タビダチの歌」
  - 「雑草のうた」
  - 「ラナウェイトレイン」
- 深田恭子
  - 「How?」（映画『死者の学園祭』主題歌）
  - 「恋する胸のため息」
- 福山潤
  - 「Love Letters〜南の街より」
  - 「Love Letters2〜パリ市ロマンチッ区」
  - 「Love Letters～祭りの国で」
  - 「OWL」
- 布袋寅泰
  - 「日々是上々」
  - 「MINIMAL BEAUTY」
  - 「レプリカント」
  - 「Come Rain Come Shine」
  - 「Dream Again」
  - 「Shape Of Pain」
- 堀ちえみ
  - 「さよならの物語」
  - 「夏色のダイアリー」
  - 「青い夏のエピローグ」
  - 「ザ・ベストワン」
  - 「アネモネの小径」
  - 「きっとバカンス」
  - 「プレゼントは夏」
  - 「涙のシーズン」
  - 「太陽のロマンス」
  - 「Lai Lai Lai」
- 堀江由衣
  - 「きれいな風が吹いている」
  - 「DEAR FUTURE」

### ま行
- 松たか子
  - 「Kisses」
- 松本伊代
  - 「甘い関係」
- 真璃子
  - 「偶然」（日本テレビ『お父さん』EDテーマ）
  - 「静かなまなざし」（日本テレビ『お父さん』挿入歌）
- 三田寛子
  - 「秋麗（あきうらら）」
  - 「桜の木の下で」
  - 「星空の人魚」
  - 「ときめきおぼろ」
- 観月ありさ
  - 「Don't Be Shy」
- 水樹奈々
  - 「はつ恋」
  - 「Invisible Heat」（劇場版『魔法少女リリカルなのはReflection』挿入歌）
  - 「粋恋」（テレビアニメ『バジリスク～桜花忍法帖』EDテーマ）
  - 「嘆きの華」（テレビ東京アニメ『軒轅剣・蒼き耀』OP主題歌）
  - 「ALL FOR LOVE」
  - 「HOLY TALE」
  - 「Stand by you」
  - 「優しい記憶」[8]
- 水瀬いのり
  - 「BLUE COMPASS」
  - 「TRUST IN ETERNITY」（『ゲシュタルト・オーディン』主題歌）
  - 「僕らは今」
  - 「HELLO HORIZON」（テレビアニメ『現実主義勇者の王国再建記』OPテーマ）
  - 「heart bookmark」[9]
- 宮村優子
  - 「球体」
- 宮本佳林・小片リサ・佐藤優樹
  - 「すっぴん」
- ムッシュかまやつ
  - 「恋はすてき」
- May J.
  - 「つかのまの虹でも」
- May'n
  - 「インフィニティ」（TBS系アニメ『マクロスF』挿入歌）
  - 「ノーザンクロス」（共作）（TBS系アニメ『マクロスF』EDテーマ）
  - 「キミシニタモウコトナカレ」（TVK『シャングリ・ラ』OPテーマ）
  - 「愛は降る星のごとく」（テレビ東京『最強武将伝・三国演義』EDテーマ）
  - 「シンジテミル」（映画『インシテミル 7日間のデス・ゲーム』主題歌）
  - 「光ある場所へ」（TVアニメ『終末のイゼッタ』EDテーマ）
  - 「You」（TVアニメ『魔法使いの嫁』EDテーマ）
  - 「Another」
  - 「Deep Breathing」
  - 「GET TOUGH」（戦国シミュレーションRPG『鬼武者Soul』主題歌）
  - 「アウトサイダー」（戦国シミュレーションRPG『鬼武者Soul』新主題歌）
  - 「天使よ故郷を聞け」（『ロードオブヴァーミリオン 紅蓮の王』OP主題歌）
  - 「SPIRIT」
  - 「鏡」
  - 「ジェマイユ」
  - 「リーベ～幻の光」
  - 「Soliste〜ソリスト」
- 米良美一
  - 「BLUE RED AND GREEN」
- メレンゲ
  - 「うつし絵」
- 室井滋
  - 「あの空へ」（日本テレビ『凍りつく夏』EDテーマ）
- ももいろクローバーZ
  - 「LOST CHILD」（TVアニメ『モーレツ宇宙海賊』EDテーマ）
  - 「サラバ、愛しき悲しみたちよ」（日本テレビドラマ「悪夢ちゃん」主題歌）
  - 「月と銀紙飛行船」
  - 「夢の浮世に咲いてみな」（日本語詞を担当。KISSのメンバー、ポール・スタンレーと共同）
  - 「Hanabi」（NHK BS時代劇「伝七捕物帳」主題歌）
  - 「ROCK THE BOAT」
  - 「魂のたべもの」
- 森川美穂
  - 「最後の笑顔」
- 森口博子
  - 「星空」
- 森下恵理
  - 「Purple Train」
  - 「Blind Date -真夜中の恋人-」
  - 「MAMAはナーバス」
  - 「無邪気になりたい」
  - 「アイスキャンディー・ベイビー」
- 諸星すみれ
  - 「真っ白」（TVアニメ『本好きの下剋上 司書になるためには手段を選んでいられません』OPテーマ）
  - 「はじまれ」
  - 「つむじかぜ」（TVアニメ『本好きの下剋上〜司書になるためには手段を選んでいられません』後期OPテーマ）

### や行
- 八神純子
  - 「たとえ叶わない夢でもこれでいい」
- 矢島舞美
  - 「明日、知らない風に吹かれて」
- 安野希世乃
  - 「ロケットビート」（NHK『カードキャプターさくら～クリアカード編』OPテーマ）
- 矢野真紀
  - 「アイサレ」
  - 「返信」
- 悠木碧
  - 「ジェットコースターと空の色」
  - 「回転木馬としっぽのうた」
- 横山輝一
  - 「FOR YOUR LOVE」（『世界都市博‘96』テーマソング）

### ら行
- Le Couple
  - 「冬のめぐり逢い」
- ROCKY CHACK
  - 「Perfect World」（TVアニメ『狼と香辛料II』EDテーマ）
- Lyrico
  - 「トパーズ」

### わ行
- 和田アキ子
  - 「時計」
- 渡辺満里奈
  - 「水の中から恋してる」
  - 「MOVE OUT」
- ワルキューレ
  - 「チェンジ!!!!!」（劇場版『マクロスΔ激情のワルキューレ』挿入歌）
  - 「Hear The Universe」
  - 「未来はオンナのためにある」

### ジャニーズ事務所関連
- A.B.C-Z
  - 「メクルメク」
  - 「EVERLASTING LOVE」
  - 「Endless Summer Magic」
  - 「雪が降る」
  - 「Forget How To Forget」
  - 「Man and Woman」
- KinKi Kids
  - 「チラナイハナ」
- Sexy Zone
  - 「君にHITOMEBORE」（テレビ朝日『黒服物語』主題歌）
  - 「僕は君のすべてになりたい」
  - 「明日に向かって撃て!」
  - 「Snow&Stars」
  - 「一歩ずつ〜Walk On The Wild Side〜」
  - 「Cha-Cha-Cha チャンピオン」（「FIVBワールドカップバレーボール2015」大会テーマソング）
  - 「恋するエブリデイ」
  - 「君だけFOREVER」（ドラマ『ガードセンター24 広域警備指令室』主題歌）

### 主なアニメーション、特撮、ゲーム関連作品
- 『魔法戦隊マジレンジャー』
  - 「魔法戦隊マジレンジャー」OPテーマ（歌：岩崎貴文）
  - 「呪文降臨～マジカル・フォース」EDテーマ（歌：Sister MAYO）
  - 「Song For Magitopia」（歌：水木一郎、串田アキラ、影山ヒロノブ）
  - 「永遠に…」
  - 「天空界のやすらぎ」
- 『轟轟戦隊ボウケンジャー』
  - 「轟轟戦隊ボウケンジャー」OPテーマ（歌：NoB）
  - 「冒険者ON THE ROAD」EDテーマ（歌：サイキックラバー）
- 『海賊戦隊ゴーカイジャー』
  - 「海賊戦隊ゴーカイジャー」OPテーマ（歌：松原剛志）
- 『海賊戦隊ゴーカイジャーVS宇宙刑事ギャバン』
  - 「JUMP」主題歌（歌：松原剛志&串田アキラ）
- 『マクロスF』
  - 「ノーザンクロス」EDテーマ（曲編：菅野よう子／歌：シェリル・ノーム starring May’n）
  - 「インフィニティ」挿入歌（曲編：菅野よう子／歌：May’n）
- 『カウボーイ・ビバップ』
  - 「THE REAL FOLK BLUES」EDテーマ（曲編：菅野よう子／歌：山根麻衣）
- 『オーバンスターレーサーズ』
  - 「Chance to Shine」
- 『電光超特急ヒカリアン』
  - 「電光超特急ヒカリアン」OPテーマ（歌：堀江美都子）
- 『ポルフィの長い旅』
  - 「ポルフィーの長い旅」OPテーマ（歌：Ikuko）
- 『∀ガンダム』
  - 「限りなき旅路」最終話EDテーマ（曲編：菅野よう子／歌：奥井亜紀）
  - 「羽化」（曲編：菅野よう子／歌：大塚宗一郎）
- 『ブレンパワード』
  - 「Flow」（曲編：菅野よう子／歌：岩下清香）
  - 「Light of love」（曲編：菅野よう子／歌：坂本真綾）
- 『美少女戦士セーラームーン (テレビドラマ)』
  - 「C’est la vie～私のなかの恋する部分」（歌：愛野美奈子（小松彩夏））
- 『ザ・超女』
- 『クプ〜!!まめゴマ!』
  - 「サンキュ！はI LOVE YOU」オープニングテーマ（歌：宮本佳那子）
  - 「自転車にのって」エンディングテーマ（歌：mao）
  - 「星に願いを」
  - 「おさんぽのうた」
- 『最強武将伝・三国演義』
  - 「愛は降る星のごとく」エンディングテーマ（歌：May’n）
- 『シャングリ・ラ』
  - 「キミシニタモウコトナカレ」オープニングテーマ（歌：May’n）
- 『モーレツ宇宙海賊』
  - 「LOST CHILD」（歌：ももいろクローバーZ）
- 『こばと。』
  - 「ジェリーフィッシュの告白」EDテーマ（歌：中島愛）
- 『烈火の炎』
  - 「Love is Changing」EDテーマ（曲：久保田利伸／歌：西田ひかる）
- 『電脳警察サイバーコップ』
  - 「明日への叫び～サイバー・ハート」OPテーマ（曲：井上大輔／編：白井良明／歌：西川弘志）
- 『笑う標的』
- 『魔法の天使クリィミーマミ』
  - 「BIN・KANルージュ」（歌：太田貴子）
- 『狼と香辛料II』
  - 「Perfect World」EDテーマ（歌：ROCKY CHACK）
- 『きらめき☆プロジェクト』
  - 「キミノハートニコイシテル」OPテーマ（歌：小枝）
  - 「SETSUNASAコミュニケーション」EDテーマ（歌：小枝）
- 『ラーゼフォン 多元変奏曲』
  - 「tune the rainbow」主題歌（曲編：菅野よう子／歌：坂本真綾）
- 『WOLF'S RAIN』
  - 「Cloud9」（曲編：菅野よう子／歌：坂本真綾）
- 『ラーゼフォン』
  - 「ヘミソフィア」主題歌（曲編：菅野よう子／歌：坂本真綾）
- 『地球少女アルジュナ』
  - 「空気と星」第四章EDテーマ（曲編：菅野よう子／歌：坂本真綾）
  - 「バイク」第十章EDテーマ（曲編：菅野よう子／歌：坂本真綾）
- 『カードキャプターさくら』
  - 「プラチナ」OP（曲編：菅野よう子／歌：坂本真綾）
- 『カードキャプターさくら～クリアカード編』
  - 「ロケットビート」OPテーマ（曲編：北川勝利／歌：安野希世乃）
- 『ロードス島戦記-英雄騎士伝-』
  - 「奇跡の海」OPテーマ（曲編：菅野よう子／歌：坂本真綾）
- 『CLAMP学園探偵団』
  - 「ボクらの歴史」テーマソング（曲編：菅野よう子／歌：坂本真綾）
  - 「Gift」EDテーマ（曲編：菅野よう子／歌：坂本真綾）
- 『天空のエスカフローネ』
  - 「約束はいらない」OPテーマ（曲編：菅野よう子／歌：坂本真綾）
  - 「指輪」劇場版主題歌（曲編：菅野よう子／歌：坂本真綾）
  - 「ともだち」
  - 「ポケットを空にして」
  - 「光の中へ」
  - 「風が吹く日」
- 『天空戦記シュラト』
  - 「SET THE FIRE」（歌：清水咲斗子）
- 『COSMOSピンクショック』
  - 「ボーイの神話」主題歌（曲：白井良明／編：川井憲次／歌：田中真弓、坂本千夏）
  - 「コックピットをのぞかないで」
- 『ココロ図書館』
  - 「ビーグル」OPテーマ（曲編：宮川 弾／歌：山野裕子）
  - 「月はみてる」EDテーマ（曲：熊谷憲康／編：宮川 弾／歌：山野裕子）
- 『名門!第三野球部』
- 『輪廻のラグランジェseason2』
  - 「マーブル」OPテーマ（曲編：Rasmas Faber／歌：中島愛）
- 『しゅごキャラ!』
  - 「ホントのじぶん」第1話～第12話 EDテーマ（歌：Buono!）
  - 「恋愛ライダー」第13話～第26話 EDテーマ（歌：Buono!）
  - 「Kiss! Kiss! Kiss!」第27話～第39話 EDテーマ（歌：Buono!）
  - 「ガチンコでいこう!」第40話～第51話 EDテーマ（歌：Buono!）
  - 「みんなだいすき」第27話～第51話 OPテーマ（歌：Buono!）
- 『しゅごキャラ!!どきっ』
  - 「ロッタラロッタラ」第52話～第68話 EDテーマ（歌：Buono!）
- 『そらのおとしもの』
  - 「Ring My Bell」OPテーマ（歌：blue drops（吉田仁美・イカロス（早見沙織））
  - 「ハートの確率」OPテーマ（歌：blue drops（吉田仁美・イカロス（早見沙織））
- 『リストランテ・パラディーゾ』
  - 「ステキな果実」EDテーマ（歌：コミネリサ）
  - 「pocco a pocco～ちょっとそこまで」
- 『メジャー』
  - 「WONDERLAND」EDテーマ（歌：MAY）
- 『電撃学園RPG Cross of Venus』
- 『無限のリヴァイアス』
  - 「dis-」主題歌（歌：有坂美香）
- 『魔法先生ネギま!』
- 『劇場版ハヤテのごとくHEAVEN IS PLACE ON EARTH』
  - 「Invisible Message」挿入歌（歌：ELISA ）
- 『いつか天魔の黒ウサギ』
  - 「Once」OPテーマ（歌：原田ひとみ）
  - 「求愛リアル」
- 『あまつき』
  - 「名まえのない道」EDテーマ（歌：引田香織）
- 『トリニティ・ブラッド』
  - 「Requiem～祈り」（歌：コミネリサ）
- 『ザ・サード〜蒼い瞳の少女』
  - 「砂上の夢」OPテーマ（歌：佐々木ゆう子）
- 『魔物ハンター妖子』
  - 「恋のクーデター・ゴーゴー」EDテーマ（歌：久川綾）
  - 「満月のしわざ」
- 『愛少女ポリアンナ物語』
  - 「しあわせカーニバル」オープニングテーマ（歌：工藤夕貴）
  - 「愛になりたい」エンディングテーマ（歌：工藤夕貴）
- 『ゲンジ通信あげだま』
  - 「人生まだまだあげだマン」オープニングテーマ（歌：本間かおり）
  - 「世界はワタシのために」エンディングテーマ（歌：本間かおり）
- 『ステラのまほう』
  - 「God Save The Girls」OPテーマ（曲編：kz/歌：下地紫野）
- 『スロウスタート』
  - 「ne! ne! ne!」OPテーマ（歌：STARTails）
  - 「夕焼けといっしょに」EDテーマ（曲：前山田健一／編：三好啓太／歌：STARTails）
  - 「明日もきっと」（曲編：北川勝利／歌：STARTails）
- 『創聖のアクエリオン』
  - 「創聖のアクエリオン」前期オープニングテーマ（曲編：菅野よう子／歌：AKINO from bless4）
  - 「Go Tight !」後期オープニングテーマ（曲編：菅野よう子／歌：AKINO from bless4）
  - 「荒野のヒース」第14話エンディングテーマ（曲編：菅野よう子／歌：AKINO from bless4）
  - 「プライド～嘆きの旅」
  - 「鳥になって」（歌：多田葵）
  - 「ニケ15歳」
  - 「Genesis of Aquarion」
  - 「素足」
- 『アクエリオンEVOL』
  - 「Genesis of LOVE～愛の機嫌」
  - 「パラドキシカルZOO」後期OPテーマ（歌：AKINO with bless4）
  - 「ZERO ゼロ」挿入歌（歌：AKINO with bless4）
- 『魔法使いの嫁』
  - 「Here」OPテーマ（歌：JUNNA）
  - 「アンノドミニ」挿入歌（歌：北條響）
  - 「You」OPテーマ（歌：May’n）
  - 「月のもう半分」EDテーマ（歌：AIKI & AKINO from bless4）
  - 「Sky」（歌：JUNNA）
- 『幻夢戦記レダ』
  - 「風とブーケのセレナーデ」主題歌（歌：秋本理央）
  - 「未来になりたい」主題歌（歌：秋本理央）
- 『学戦都市アスタリスク』
  - 「愛の太陽」第8話挿入歌（歌：千菅春香）
- 『神獄塔メアリスケルター』
  - 「ヨロコビノウタ」EDテーマ（歌：イヤホンズ）
- 『閃乱カグラ』
  - 「疾走論」EDテーマ（歌：原田ひとみ）
- 『YAWARA!』
  - 「雨にキッスの花束を」OPテーマ（歌：今井美樹）
- 『フューチャーカード・バディファイト・バッツ』
  - 「向かい風にファイト！」EDテーマ（歌：木下綾菜）
- 『終末のイゼッタ』
  - 「光ある場所へ」EDテーマ（歌：May’n）
- 『鬼武者Soul』
  - 「GET TOUGH」主題歌（歌：May’n）
  - 「アウトサイダー」主題歌（歌：May’n）
- 『ゲシュタルト・オーディン』
  - 「TRUST IN ETERNITY」主題歌（歌：水瀬いのり）
- 『ロード オブ ヴァーミリオン 紅蓮の王』
  - 「天使よ故郷を聞け」OPテーマ（歌：May’n）
- 『バジリスク 〜桜花忍法帖〜』
  - 「粋恋」EDテーマ（歌：水樹奈々）
- 『軒轅剣・蒼き曜』OPテーマ
  - 「嘆きの華」EDテーマ（歌：水樹奈々）
- 『魔法少女リリカルなのはReflection』
  - 「Invisivle Heat」挿入歌（歌：水樹奈々）
- 『討鬼伝2』
  - 「十六夜の月に舞え」（歌：中川翔子）
- 『コードギアス　亡国のアキト』
  - 「モアザンワーズ」主題歌（曲編：菅野よう子／歌：坂本真綾）
  - 「アルコ」主題歌（曲編：菅野よう子／歌：坂本真綾）
- 『ポケットモンスターXY』
  - 「ドリドリ」エンディングテーマ（歌：中川翔子）
- 『棺姫のチャイカ』
  - 「DARAKENA」OPテーマ（曲編：manzo／歌：野水いおり）
- 『魔法使いと黒猫のウィズ』
  - 「LUCKY DIP」（歌：中川翔子）
- 『十三支演義〜 〜偃月三国伝〜』
  - 「月のなみだ」OPテーマ（歌：高垣彩陽）
  - 「それでも夢が続くなら」EDテーマ（歌：高垣彩陽）
- 『パズドラZ』
  - 「さかさま世界」主題歌（歌：中川翔子）
- 『幸腹グラフィティ』
  - 「幸せについて私が知っている5つの方法」OPテーマ（曲編：Rasmas Faber／歌：坂本真綾）
- 『すのはら荘の管理人さん』
  - 「そんなの僕じゃない。」EDテーマ（曲編：白戸佑輔／歌：下地紫野）
- 『ノーゲーム・ノーライフ ゼロ』
  - 「THERE IS A REASON」（歌：鈴木このみ）
- 『18if』
  - 「Red Doors feat. 米良美一」オープニングテーマ（曲編、アーティスト：TeddyLoid）
  - 「白鳥は眠る feat. 米良美一」第12話エンディングテーマ（曲編、アーティスト：TeddyLoid）
- 『シンドバッド〜空とぶ姫と秘密の島』
  - 「わたりどり」（歌：薬師丸ひろ子）
- 『本好きの下剋上 司書になるためには手段を選んでいられません』
  - 「真っ白」OPテーマ（曲編：白戸佑輔／歌：諸星すみれ）
  - 「つむじかぜ」第2期OPテーマ（曲編：白戸佑輔／歌：諸星すみれ）
- 『超人的シェアハウスストーリー『カリスマ』』
  - VIVA LA LIBERATION（曲編：月蝕會議／歌：天堂天彦（CV.橋詰知久））
  - ムンラホルマオ（曲編：月蝕會議／歌：天堂天彦（CV.橋詰知久））
- 『スローループ』
  - 「やじるし→」OPテーマ(曲編:山下宏明/歌:ぽかぽかイオン)

## ディスコグラフィ
いずれも「いわさきゆうこ」名義で発売している。

### シングル
- 幾千万の夜を越えて／マイ・ロンサム・ボーイ（1980年、キングレコード）

### アルバム
- マジカル・リキュール（1980年、キングレコード）

## 著作
- 恋の記録, マガジンハウス, 1996年12月 ISBN 9784838708291
- いいかげんに片づけて美しく暮らす, 集英社, 2005年6月17日 ISBN 9784086500920
- おそうじ、料理がニガテでも、家事がもっと好きになる, 集英社, 2006年7月20日 ISBN 9784086501149
- ほんの少しで暮らし上手おうち上手, 集英社, 2008年3月19日 ISBN 9784086501477